# 亚尼克·雅多
亚尼克·雅多（法語：Yannick Jadot，發音：[janik ʒado] ⓘ；1967年7月27日—），法国政治人物、环保运动人士，生態主義者—歐洲生態綠黨党员，曾于2022年竞选法国总统，以4.6%的得票率位居第六。2023年，亚尼克·雅多当选为参议院巴黎议员。